# Sótony
Sótony là một thị trấn thuộc hạt Vas, Hungary. Thị trấn này có diện tích 14,93 km², dân số năm 2010 là 628 người, mật độ 42 người/km².